# Râul Bârlad între Zorleni și Gura Gărbăvoțului (sit SPA)
Râul Bârlad între Zorleni și Gura Gărbăvoțului este o arie protejată (arie de protecție specială avifaunistică — SPA) din România întinsă pe o suprafață de 2.339,7 ha, integral pe uscat.

## Localizare
Situl se întinde pe teritoriile administrative ale comunelor Bălășești și Cerțești din județul Galați și pe cele ale comunelor Băcani, Grivița, Pochidia, Tutova și Zorleni; și pe cel al municipiului Bârlad din județul Vaslui. Centrul sitului Râul Bârlad între Zorleni și Gura Gărbăvoțului este situat la coordonatele 46°12′24″N 27°40′11″E / 46.20675°N 27.66963°E.

## Înființare
Situl Râul Bârlad între Zorleni și Gura Gărbăvoțului a fost declarat arie de protecție specială avifaunistică (ROSPA0167) în septembrie 2016 pentru a proteja 15 specii de păsări. Acesta se suprapune parțial cu situl de importanță comunitară Râul Bârlad între Zorleni și Gura Gârbăvoțului.

## Biodiversitate
Situată în ecoregiunea de stepă, aria protejată nu include niciun habitat protejat.
La baza desemnării sitului se află mai multe specii protejate de  păsări (15): pescăruș albastru (Alcedo atthis), rață mare (Anas platyrhynchos), șorecar mare (Buteo rufinus), chirighiță-cu-obraz-alb (Chlidonias hybridus), șerpar (Circaetus gallicus), erete de stuf (Circus aeruginosus), erete vânăt (Circus cyaneus), dumbrăveancă (Coracias garrulus), ciocănitoare de grădină (Dendrocopos syriacus), egretă mică (Egretta garzetta), presură de grădină (Emberiza hortulana), stârc pitic (Ixobrychus minutus), sfrâncioc roșiatic (Lanius collurio), stârc de noapte (Nycticorax nycticorax), turturică (Streptopelia turtur).